# Sierra de Martín García
De Sierra Martín García is een geïsoleerde bergketen en een nationaal park in het zuiden van de Dominicaanse Republiek. De keten ligt ten westen van de rivier Yaque del Sur. Ze heeft een lengte van 25 kilometer, tot aan de Vlakte van Azua, en is 12 km breed. De bergen gaan met steile hellingen op een abrupte manier over in de zee. Daar vormt de keten de scheiding tussen de Baai van Neiba en de Baai van Ocoa.
Geologisch gezien is de Sierra Martín García een onderdeel van de Sierra de Neiba. In het verleden is het daarvan gescheiden door de activiteit van breuklijnen. Nog steeds is er seismische activiteit in het gebied.
De keten ligt in een gebied met weinig regenval. Ze is omgeven door laagland met droog struikgewas. Op de hogere hellingen zijn wat bossen van pijnbomen en hardhout.
Het nationaal park, 240 km² groot, werd opgericht in 1996 (Decreet 233-96) en aangepast in 2000 (Wet 64-00) en 2004 (Wet 202-04). 

## Toppen
De belangrijkste bergen zijn:
- Loma del Curro (1343 meter)
- Loma Fría (1285 meter)